# Ernest Wilson Myers
Ernest Wilson „Serious“ Myers (* 2. Oktober 1906 in Germantown, Pennsylvania; † 10. Juli 1992 in Philadelphia) war ein US-amerikanischer Jazzmusiker (Kontrabass, auch Arrangement, Gesang).

## Leben und Wirken
Myers begann seine Karriere zunächst als Schlagzeuger in der Tourneeband von Bessie Smith. Er spielte in seinen frühen Jahren auch Klarinette, Posaune, dann Gitarre und Banjo, bevor der Bass sein Hauptinstrument wurde. Ab 1931 arbeitete er – anfangs noch als Gitarrist – bei King Oliver und schließlich bei den New Orleans Feetwarmers um Tommy Ladnier und Sidney Bechet, mit denen 1932 erste Plattenaufnahmen entstanden. Im Titel „Shag“ (1932) ist er als Vokalist zu hören. 1934 spielte er bei den Spirits of Rhythm (u. a. mit Leo Watson und Teddy Bunn), 1936 neben Jonah Jones, Joe Marsala, Eddie Condon und George Wettling im Orchester des Sänger-Pianisten Dick Porter. 1936 begleitete er Putney Dandridge bei Plattenaufnahmen, bevor er 1937 mit Lucky Millinder auf Europa-Tournee ging.
Myers blieb dann mehrere Jahre in Paris; dort war er an Plattensessions von Eddie South mit Django Reinhardt und Stéphane Grappelli beteiligt, spielte mit Alix Combelle, Willie Lewis and His Entertainers, für die er auch arrangierte („Doin’ the New Low Down“,  „Basin Street Blues“). Ferner arbeitete er in dieser Zeit mit Bill Coleman, Greta Keller, 1939 mit Oscar Alemán, Frank „Big Boy“ Goudie, Freddy Johnson und Louis Bacon; 1938/39 leitete er außerdem eine eigene Jazzband. Bei Kriegsausbruch kehrte er nach New York zurück; in den folgenden Jahren spielte er u. a. mit Mezz Mezzrow, Sidney Bechet („Preachin' Blues“), Josh White, Everett Barksdale und im Orchester von Benny Carter, an dessen Aufnahmen mit Billie Holiday er beteiligt war („St. Louis Blues“/„Loveless Love“). Des Weiteren schrieb er Arrangements für Jimmy Dorsey und gehörte 1944 dem Trio Plink, Plank, Plunk mit dem Pianisten Bob Mosley und dem Schlagzeuger Tiger Haynes an. 1943 und 1946 spielte er kurz im Duke Ellington Orchestra, 1945 im Trio von Ray Stokes (mit Buddy Christian), außerdem wirkte er bei Apartment-Sessions bei Timme Rosenkrantz mit Argonne Thornton, Ray Perry mit. Im Bereich des Jazz war er zwischen 1931 und 1946 an 33 Aufnahmesessions beteiligt, zuletzt mit Rex Stewart. In späteren Jahren hatte Myers zunächst eine lokale Band in seiner Heimatstadt Philadelphia, wo er auch vermehrt als Prediger tätig war und schließlich die Musik aufgab.
Sein Spitzname rührte von Myers’ Vorlieb für klassische Musik her.

## Lexikalischer Eintrag
- Leonard Feather, Ira Gitler: The Biographical Encyclopedia of Jazz. Oxford University Press, New York 1999, ISBN 0-19-532000-X.